# Герб Бердянського району
Герб Бердя́нського райо́ну — офіційний символ Бердянського району Запорізької області, затверджений рішенням № 25 восьмої сесії Бердянської районної ради 24 скликання від 16 травня 2003 року.

## Опис
Малий герб Бердянського району являє собою щит французької форми, зображений у вигляді прямокутника, основа якого дорівнює 8/9 його висоти з вістрям, що виступає в середині нижньої частини, та закругленими нижніми кутами.
Щит поділено на два поля — верхнє — зелене (суміш хрому та рослинної зелені), на якому зображена срібна ногайська кибитка та чорний плуг, що означає напівкочовий побут населених у цьому повіті ногайців та зайняття землеробством інших поселенців; нижнє — блакитне (суміш кобальту та ультрамарину), на якому чорний якір, що відтворює прилеглість повіту до моря.
Цей варіант герба Бердянського повіту був затверджений 31 січня 1845 року.
Золоті нива та колосся обрамляють нижню та бокові сторони герба, що визначає сільськогосподарську діяльність району.
У верхній частині розміщується символічне зображення фортеці коричневого кольору, що свідчить про заснування у 1770 році Петрівської фортеці та першого слов'янського поселення. Основа повного герба дорівнює 7/9 його висоти.